# Europejski banan

Europejski banan

Europejski banan, Niebieski banan lub Błękitny banan (ang. Blue Banana, także: Hot Banana, Bluemerang, European Megalopolis lub European Backbone) – gęsto zaludniony obszar zurbanizowany, pas ciągnący się łagodnym łukiem od Wielkiej Brytanii (Anglii) przez Holandię, Belgię, Luksemburg, Szwajcarię, wschodnią Francję aż po zachodnią część Niemiec (Westfalię, Nadrenię, Bawarię), Austrię i północne Włochy (Lombardię). 
Występują tam zróżnicowane, na ogół dość korzystne warunki środowiska przyrodniczego (umiarkowany klimat, żyzne gleby na równinach, różnorodne surowce mineralne na wyżynach i górach powstałych w czasie orogenezy hercyńskiej), jednak podobne warunki są w wielu innych regionach w strefie umiarkowanej. Tymczasem niemal wszędzie na obszarze europejskiego banana gęstość zaludnienia wynosi 300-400 os./km² (wyjątkiem są wysokogórskie tereny Alp), leżą tam też liczne milionowe miasta. 
Europejski banan zawdzięcza bowiem swe powstanie kilkuwiekowej historii rozwoju europejskiej nauki i techniki. Na tym terenie bądź w najbliższym jego sąsiedztwie (na zachodniej flance tego obszaru leży Paryż i miasta Szwajcarii) działała większość renomowanych europejskich uniwersytetów, powstały finansowe instytucje umożliwiające rozwój kapitalizmu (kantory i giełdy włoskie, a potem niderlandzkie), rozpoczęła się rewolucja rolna (płodozmian) i przemysłowa. Dzięki temu wyeliminowano klęski głodu, ograniczono śmiertelność ludności, a w XIX wieku region ten stał się centrum przemysłowym, finansowym i naukowym świata. W chwili obecnej jego rola w gospodarce zmalała, zwłaszcza jeśli chodzi o przemysł i finanse. Wciąż jednak pozostaje wielkim centrum usługowym i innowacyjnym.
Odpowiednikiem obszaru Niebieskiego banana jest Złoty banan, rozciągający się na terenach wschodniej Hiszpanii, południowej Francji i północno-zachodnich Włoch. Czasami obydwa obszary są łączone w jeden.